# Agara
Agara – gaun wikas samiti w środkowej części Nepalu w strefie Narajani w dystrykcie Makwanpur. Według nepalskiego spisu powszechnego z 2001 roku liczył on 1415 gospodarstw domowych i 7999 mieszkańców (3961 kobiet i 4038 mężczyzn).